# 208.ª Divisão de Infantaria (Alemanha)
A 208ª Divisão de Infantaria (em alemão:208. Infanterie-Division) foi uma unidade militar que serviu no Exército alemão durante a Segunda Guerra Mundial.

## Comandantes
| Comandante                                   | Data                                            |
| -------------------------------------------- | ----------------------------------------------- |
| Generalleutnant Moritz Andreas               | 1 de setembro de 1939 - 13 de dezembro de 1941  |
| General der Infanterie Hans-Karl von Scheele | 13 de dezembro de 1941 - 1 de fevereiro de 1943 |
| Generalleutnant Karl-Wilhelm von Schlieben   | 1 de fevereiro de 1943 - ? de abril de 1943     |
| Generalmajor Georg Zwade                     | ? de abril de 1943 - 22 de junho de 1943        |
| Generalleutnant Hans Pieckenbrock            | 22 de junho de 1943 - 8 de maio de 1945         |

## Oficiais de operações
| Hauptmann Werner Danke        | 26 de agosto de 1939-1 de junho de 1940      |
| Oberstleutnant Korntner       | 1940-1942                                    |
| Oberstleutnant Fritz Bessell  | 1 de agosto de 1942-25 de outubro de 1943    |
| Oberstleutnant Dr. Lemcke     | 25 de outubro de 1943-25 de novembro de 1944 |
| Oberstleutnant Erhard Gemmrig | 25 de novembro de 1944-1945                  |

## Área de operações
| Polônia                        | setembro de 1939 - maio de 1940    |
| França & Bélgica               | maio de 1940 - dezembro de 1941    |
| Frente Oriental, setor central | dezembro de 1941 - outubro de 1943 |
| Frente Oriental, setor sul     | outubro de 1943 - outubro de 1944  |
| Polônia & Checoslováquia       | outubro de 1944 - maio de 1945     |